# Премия Муз-ТВ 2014
12-я ежегодная национальная премия в области популярной музыки Муз-ТВ 2014 состоялась 6 июня 2014 года в спортивном комплексе «Олимпийский». Специальными гостями «Премии МУЗ-ТВ 2014. Эволюция» были Craig David и OLA.

## Голосование
Система голосования за номинантов «Премии МУЗ-ТВ 2014. Эволюция» в этом году прошла в два этапа. На первом этапе путём экспертного голосования были определены пятерки номинантов в 11 категориях. На втором этапе в голосовании за победителей по каждой номинации принимали участие академики Премии параллельно со зрителями канала «МУЗ-ТВ». В качестве экспертов и академиков выступают ведущие деятели музыкальной индустрии и шоу-бизнеса. Победители «Премии МУЗ-ТВ 2014. Эволюция» были объявлены 6 июня в СК «Олимпийский».

## Ведущие
В этом году церемонию вели Ксения Собчак, Максим Галкин, Лера Кудрявцева и Андрей Малахов.

## Выступления
| Исполнитель                                                                 | Песня                                          |
| --------------------------------------------------------------------------- | ---------------------------------------------- |
| Ola                                                                         | «I’m In Love»                                  |
| Ola                                                                         | «Jackie Kennedy»                               |
| Гриша Ургант                                                                | «Пиротехника»                                  |
| Нюша                                                                        | «Наедине»                                      |
| Наргиз Закирова                                                             | «Crows»                                        |
| Сергей Лазарев                                                              | «В самое сердце»                               |
| Ани Лорак                                                                   | «Забирай»                                      |
| Алиса Кожикина                                                              | «Get Lucky» (Daft Punk)                        |
| A'Studio                                                                    | «Папа, мама»                                   |
| Serebro                                                                     | «Мало тебя»                                    |
| Никита Пресняков и Aqua Stone                                               | «Женщина, которая поёт» (Алла Пугачёва)        |
| Валерия и Валерий Меладзе                                                   | «Не теряй меня»                                |
| Макс Корж                                                                   | «Тралики»                                      |
| Трибьют Игорю Крутому из песен его авторства:                               |                                                |
| 1. Сергей Лазарев                                                           | «Понарошку» (песня Юрия Титова)                |
| 2. Ани Лорак                                                                | «Зеркала» (собственная песня)                  |
| 3. Дискотека Авария                                                         | «Буду я любить тебя всегда» (песня ВИА Сливки) |
| 4. Сергей Лазарев, Ани Лорак, Кэти Топурия, Дима Билан, Нюша, Сати Казанова | «Ангел-хранитель мой» (песня Игоря Крутого)    |
| Craig David                                                                 | «Insomnia»                                     |
| Дима Билан                                                                  | «Малыш»                                        |

## Победители и номинанты
| Прорыв года | Лучший дуэт |
| --- | --- |
| - Franky - FruktЫ - L'One - Денис Клявер - Пицца | - A'Studio и Игорь Крутой — «Папа, мама» - Натали и Николай Басков — «Николай» - Serebro и DJ M.E.G. — «Угар» - Винтаж и DJ Smash — «Три желания» - Григорий Лепс и Ани Лорак — «Зеркала» |
| Лучшая поп-группа | Лучшая рок-группа |
| - A'Studio - Градусы - Винтаж - Serebro - Дискотека Авария | - Звери - Мумий Тролль - Ленинград - Нервы - Би-2 |
| Лучший альбом | Лучший хип-хоп проект |
| - Макс Корж — Жить в кайф - Винтаж — Very Dance - Дима Билан — Дотянись - Мумий Тролль — SOS матросу - Леонид Агутин — Тайна склеенных страниц | - Каста - Макс Корж - Банд'Эрос - Джиган - Баста |
| Лучшее видео | Лучшая песня |
| - Полина Гагарина — «Навек» - Вера Брежнева — «Хороший день» - Градусы — «Я всегда помню о главном» - Нюша — «Наедине» - Валерий Меладзе и Валерия — «Не теряй меня»                                                                              | - Винтаж — «Знак водолея» - Serebro — «Мало тебя» - Дискотека Авария — «К. У. К. Л. А.» - Пицца — «Оружие» - A'Studio — «Папа, мама»                                                      |
| Лучшая исполнительница | Лучший исполнитель |
| - Ани Лорак - Нюша - Ёлка - Ева Польна - Земфира | - Дима Билан - Валерий Меладзе - Сергей Лазарев - Филипп Киркоров - Григорий Лепс |
| Лучшее концертное шоу | |
| - Ани Лорак — «Каролина» (Государственный Кремлёвский дворец) - Нюша — «Объединение» (Crocus City Hall) - Ева Польна — «Все обо мне» (Crocus City Hall) - Emin — «Сердце бьется» (Crocus City Hall) - Сергей Лазарев — «Лазарев» (СК Олимпийский) | |

## Специальные призы
- За вклад в жизнь: Евгений Плющенко
- За вклад в развитие музыкальной индустрии: Игорь Николаев